# Materialismo culturale
La definizione di materialismo culturale è utilizzata per definire due differenti scuole di pensiero:
1. un paradigma teorico delle scienze etnoantropologiche
2. una teoria letteraria marxista

Tuttavia, queste due accezioni sono strettamente correlate, in quanto entrambe prendono le mosse dal materialismo di Karl Marx.

## Scienze Etnoantropologiche
Il materialismo culturale in antropologia è spesso considerato il pensiero secondo cui determinate pratiche sociali sono il risultato dei bisogni biologici degli individui. 
Marvin Harris, principale esponente di tale modello teorico, individua quattro livelli universali dei sistemi socioculturali (Harris 1979:54):
- La infrastruttura etica e comportamentale (relazioni materiali), che comprende i modi di produzione (tecnologia, condizioni ambientali, modelli di lavoro) e le condizioni demografiche (tassi di natalità e mortalità, densità e quantità della popolazione, tecnologie e controllo della popolazione)
- La struttura etica e comportamentale (relazioni sociali), ovvero l'economia domestica (organizzazione familiare e della parentela, ruoli del genere e dell'età) e l'economia politica (modelli di classe, di casta, modi di organizzazione politica)
- La sovrastruttura etica e comportamentale (relazioni simboliche), cioè i modelli cognitivi simbolici e ideologici condivisi nella società: arti, riti, giochi e sport, scienza, religioni
- La sovrastruttura emica e mentale (relazioni ideologiche), comprendente cognizioni consce od inconsce quali gli obiettivi, le categorie, i ruoli, i piani, i valori, le filosofie, le credenze.

L'essenza dell'approccio materialistico è l'idea che le condizioni infrastrutturali siano in ogni caso determinanti nell'evoluzione della cultura. Struttura e sovrastrutture non sono però considerate insignificanti epifenomeni riflessi dell'infrastruttura, ma meccanismi regolatori del sistema.